# Joop Vernooij
Johannes Gerardus (Joop) Vernooij ('t Goy, 15 juli 1940 – Nijmegen, 19 maart 2017) was een Nederlands priester, kerkhistoricus, missioloog en surinamist. Hij werkte 32 jaar in Suriname, van 1967 tot 2000.

## Studie
Vernooij trad in 1960 toe tot de Congregatie der Redemptoristen, een religieuze orde met de missie in Suriname tot taakgebied. In 1967 werd Vernooij door kardinaal Alfrink tot priester gewijd en vertrok hij als missionaris van de rooms-katholieke kerk naar Suriname. Vernooij studeerde missiologie, theologie, filosofie en verdiepte zich in de antropologie van het Caribisch gebied.
In 1974 haalde hij zijn doctorsgraad in de missiologie aan de Radboud Universiteit in Nijmegen op een proefschrift dat hij in Paramaribo geschreven had, over de Rooms-Katholieke Kerk in Suriname. Vernooij analyseert in dit proefschrift de ontwikkelingen vis-a-vis de andere religies zoals het Hindoeïsme, Islam en de gereformeerde kerk. Mede door de cijfermatige onderbouwing in aantallen geregistreerde kerkleden is dit proefschrift ook gebruikt als bron in andere onderzoeken zoals van Chan Choenni. In de jaren daarna publiceerde Vernooij doorlopend over de Surinaamse kerkgeschiedenis en -cultuur, gebruikmakend van de archieven van het bisdom Paramaribo.
Bij de Stichting Wetenschappelijke Informatie (SWI) deed hij onderzoek naar de verschillende kerken in Suriname in relatie tot de inheemsen en de marrons. Tegelijkertijd was pater Vernooij actief in de redactieraad van OSO, tijdschrift voor surinamistiek.

## Praktijk
In de roerige jaren rond de staatsgreep van 1980, de decembermoorden van 1982 en tijdens de Binnenlandse Oorlog was Vernooij aalmoezenier voor de militairen en actief als docent bij de verpleegkundigenopleiding (Covab), de lerarenopleiding (I.O.L.) en de journalistenopleiding van de AHKCO. Recensies van zijn hand verschenen regelmatig op de literaire pagina van De Ware Tijd. 
Vernooij was pastor in de volksparochies Kwatta en Latour en stond dicht bij zijn parochianen. De bevrijdingstheologie van onder meer de Braziliaan Leonardo Boff en de Salvadoriaan Óscar Romero vormde een belangrijk referentiekader voor Vernooij; hij probeerde dit te vertalen in de Surinaamse praktijk. Deze zoektocht vond niet veel weerklank binnen de eigen gelederen van de redemptoristen.
Vernooij stond voor een 'open katholiciteit', open naar de diversiteit van religies en culturen in Suriname. In de eredienst liet Vernooij gedachten en praktijken toe 'zoals die door Gods Geest geïnspireerd zijn in de culturen van onder andere India, Java, West-Afrika en de autochtone indiaanse levensvormen en religieuze verhalen'. Vernooij omarmde daarmee inter-religiositeit (de 'grote oecumene') tussen gevestigde en niet-gevestigde godsdiensten, waaronder het Afro-Surinaamse Winti-geloof. 
Voor zijn eigen kerkleiding ging hij hierin te ver. In 2000 werd Vernooij gedwongen te vertrekken uit Suriname; bisschop Zichem verlengde zijn contract niet. 

## Laatste jaren
In Nederland werkte Vernooij vervolgens in Nijmegen als pastoor en als docent interculturele theologie tot zijn pensionering in 2006. In deze periode bleef Vernooij onderzoeken en publiceren over zijn geliefde 'regenboognatie', maar nu met wat meer afstand. Voor Vernooij was een belangrijke vraagstelling waarom de Nederlandse kerkprovincie in Suriname zo weinig 'versurinamiseerd' is geworden, na twee eeuwen geloofsverkondiging. Veelbetekenend en vaak geciteerd is zijn overzichtswerk 'Slavernij en kerken in Suriname' uit 2011. Zijn laatste artikel over lepra in Suriname -geschreven voor een internationaal medisch symposium aan de Anton de Kom Universiteit van Suriname- werd postuum gepubliceerd. Vernooij stierf vrij onverwacht in maart 2017.  